# كرويه
كرويه (بالألبانية: Kruja) هي مدينة وبلدية في شمال وسط ألبانيا، تقع بين جبل كرويه ونهر إيشم، المدينة هي فقط 20 كم شمالا من العاصمة ألبانيا، تيرانا.
كان كرويه يسكنها القبيلة إيليريون الألبان القديمة . في 1190 أصبحت كرويه عاصمة أول دولة ألبانية مستقلة في العصور الوسطى وهي إمارة أربانون. فيما بعد أصبحت عاصمة مملكة ألبانيا، في حين أنه في أوائل القرن الخامس عشر تم فتح كرويه من قبل الدولة العثمانية، ولكن بعد ذلك استعادها إسكندر بك (زعيم عصبة لجة) في عام 1443 ، الذي دافع بنجاح ضد ثلاثة حصارات عثمانية حتى موته في 1468.
استولى العثمانيون على البلدة بعد الحصار الرابع عام 1478، وأدخلوها في أراضيهم. وأعقبت الثورة المحلية في عام 1906 ضد الإمبراطورية العثمانية إعلان استقلال ألبانيا لعام 1912.
في منتصف عقد 1910 كان كرويه واحدة من ساحات القتال للصراع بين جمهورية ألبانيا الوسطى قصيرة الأجل، التي أسسها إساد باشا توبتاني، وإمارة ألبانيا. في عام 1914 توبتاني تمكن من الاستيلاء على المدينة ولكن خلال العام نفسه تم إعادة دمجها من قبل برينك بيب دودا في إمارة ألبانيا. خلال الحرب العالمية الثانية كانت مركز أنشطة زعيم المقاومة أباز كوبي.

## التسمية
يرتبط اسم المدينة إلى الكلمة الألبانية "kroi, krua"، ويعني "نافورة"، من بروتو الألبانية. وخلال العصر العثماني كانت تعرف أيضا باسم آقچة حصار Ak Hisar أو Akçahisar من الكلمات التركية أك (الأبيض) و هيزار (القلعة).

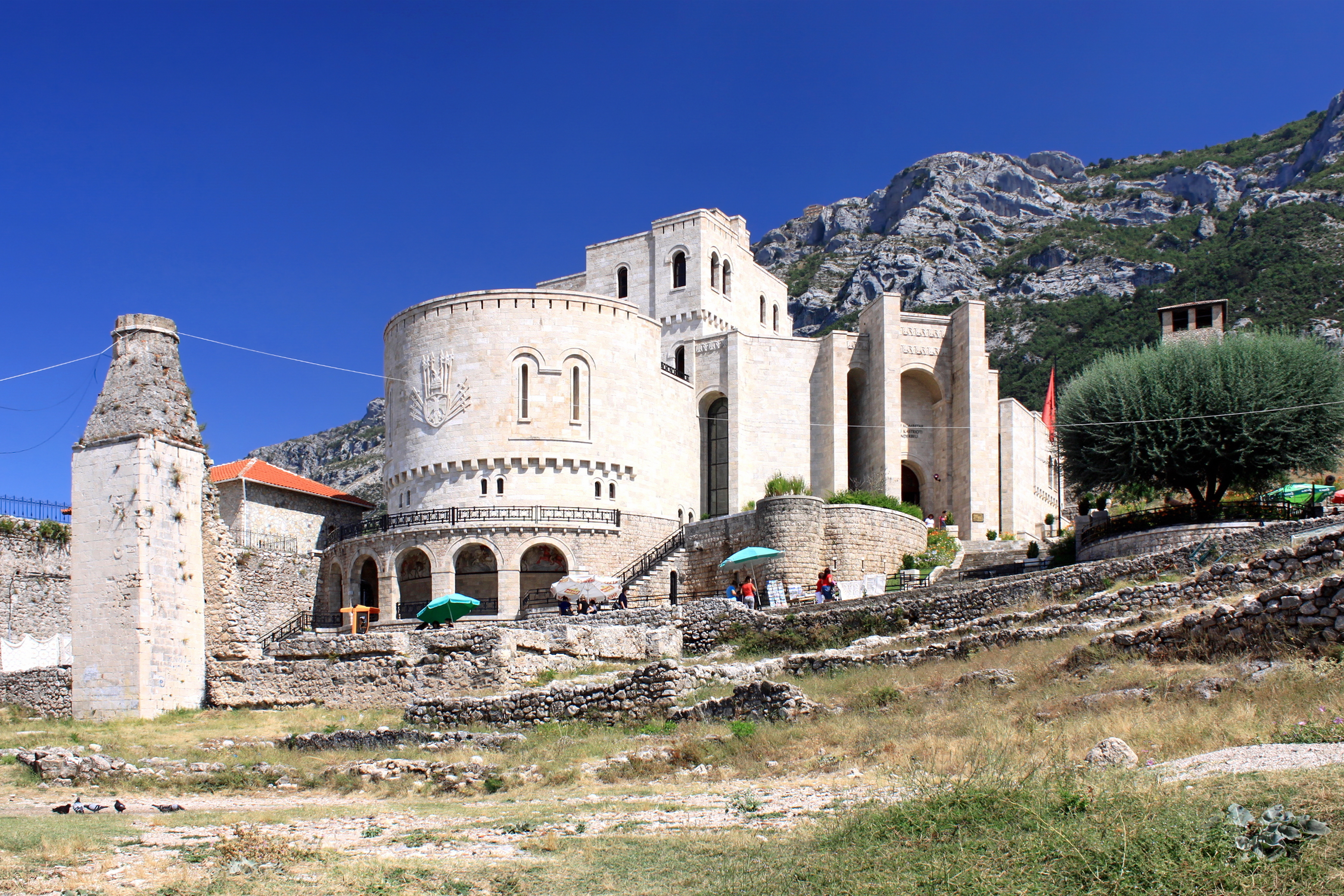
متحف إسكندر بك مع مسجد السلطان محمد الفاتح في الأمام

## المناخ
يظهر الجدول التالي التغييرات المناخية على مدار السنة لكرويه:
| البيانات المناخية لـكرويه         | البيانات المناخية لـكرويه | البيانات المناخية لـكرويه | البيانات المناخية لـكرويه | البيانات المناخية لـكرويه | البيانات المناخية لـكرويه | البيانات المناخية لـكرويه | البيانات المناخية لـكرويه | البيانات المناخية لـكرويه | البيانات المناخية لـكرويه | البيانات المناخية لـكرويه | البيانات المناخية لـكرويه | البيانات المناخية لـكرويه | البيانات المناخية لـكرويه |
| الشهر                             | يناير                     | فبراير                    | مارس                      | أبريل                     | مايو                      | يونيو                     | يوليو                     | أغسطس                     | سبتمبر                    | أكتوبر                    | نوفمبر                    | ديسمبر                    | المعدل السنوي             |
| --------------------------------- | ------------------------- | ------------------------- | ------------------------- | ------------------------- | ------------------------- | ------------------------- | ------------------------- | ------------------------- | ------------------------- | ------------------------- | ------------------------- | ------------------------- | ------------------------- |
| متوسط درجة الحرارة الكبرى °م (°ف) | 7.2 (45.0)                | 8.5 (47.3)                | 11.5 (52.7)               | 15.4 (59.7)               | 20.3 (68.5)               | 24.3 (75.7)               | 26.9 (80.4)               | 26.9 (80.4)               | 23.2 (73.8)               | 17.8 (64.0)               | 12.7 (54.9)               | 8.8 (47.8)                | 17.0 (62.5)               |
| المتوسط اليومي °م (°ف)            | 3.8 (38.8)                | 5.0 (41.0)                | 7.4 (45.3)                | 11.0 (51.8)               | 15.5 (59.9)               | 19.3 (66.7)               | 21.6 (70.9)               | 21.5 (70.7)               | 18.0 (64.4)               | 13.4 (56.1)               | 9.2 (48.6)                | 5.5 (41.9)                | 12.6 (54.7)               |
| متوسط درجة الحرارة الصغرى °م (°ف) | 0.5 (32.9)                | 1.6 (34.9)                | 3.4 (38.1)                | 6.6 (43.9)                | 10.7 (51.3)               | 14.3 (57.7)               | 16.3 (61.3)               | 16.1 (61.0)               | 12.9 (55.2)               | 9.1 (48.4)                | 5.7 (42.3)                | 2.2 (36.0)                | 8.3 (46.9)                |
| الهطول مم (إنش)                   | 143 (5.6)                 | 127 (5.0)                 | 112 (4.4)                 | 101 (4.0)                 | 90 (3.5)                  | 60 (2.4)                  | 41 (1.6)                  | 49 (1.9)                  | 82 (3.2)                  | 117 (4.6)                 | 168 (6.6)                 | 153 (6.0)                 | 1٬243 (48.8)              |
| المصدر:                           |                           |                           |                           |                           |                           |                           |                           |                           |                           |                           |                           |                           |                           |

## توأمة
لكرويه اتفاقيات توأمة مع:
- كورتونا

## أعلام
- إسكندر بك